# 1. FC Guben

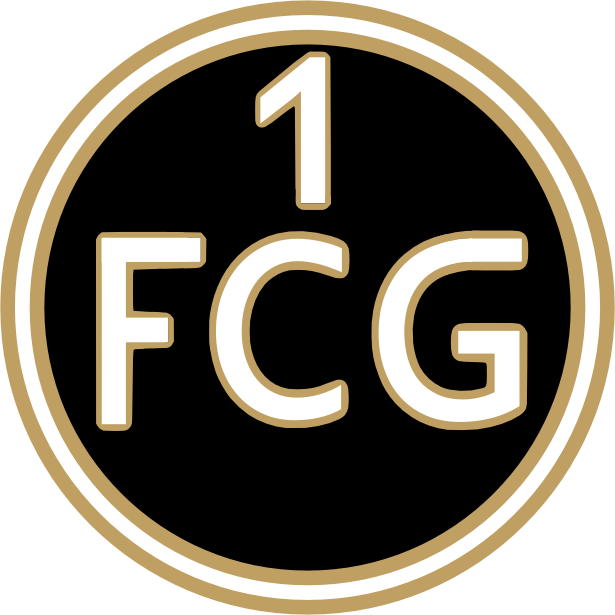
Logo des 1. FC Guben

Der 1. FC Guben ist ein Fußballverein aus der Stadt Guben, welcher zwischen 1923 und 1945 bestand. Er entstand 1923 aus der Fußballabteilung des MTV Guben.

## Geschichte
Der 1. FC Guben wurde 1923 aus der im Jahr 1910 geschaffenen Fußballabteilung des MTV Guben gegründet. Der Vorgängerverein MTV Guben spielte in der Spielzeit 1922/23 in der damals erstklassigen Bezirksliga Niederlausitz, stieg am Saisonende aber wieder in die Kreisliga ab. Dem 1. FC Guben gelang 1923/24, 1927/28 und 1932/33 jeweils für eine Spielzeit der Sprung in die Bezirksliga Niederlausitz.
Durch den dritten Platz in der A-Klasse Niederlausitz verpasste der 1. FC Guben 1933 den Sprung in die neugegründete erstklassige Gauliga Berlin-Brandenburg und spielte fortan in der zweitklassigen Bezirksklasse. Den größten Erfolg der Vereinsgeschichte schaffte der Verein in der Spielzeit 1933/34. Als Gruppensieger der Bezirksklasse Frankfurt (Oder) / Lausitz Nord qualifizierte sich der Verein für die Aufstiegsspiele um den Aufstieg in die Gauliga Berlin-Brandenburg und setzten sich dort gegen den FC 1901 Forst in drei Spielen durch. Nachdem der Verein das Hinspiel mit 3:0 gewonnen hatte, verlor man das Rückspiel mit 1:4. Durch einen 4:2-Sieg im Entscheidungsspiel stieg die Mannschaft aus Guben auf.
In der Spielzeit 1934/35, ihrer einzigen Spielzeit in der Gauliga, konnte der 1. FC Guben zwei Mal gewinnen und stieg neben dem SC Union Oberschöneweide und Polizei SV Berlin direkt wieder aus der Liga ab. Sowohl in der Saison 1935/36 als auch in der Saison 1943/44 qualifizierte sich die Mannschaft des 1. FC Guben für die Aufstiegsrunde zur Gauliga Berlin-Brandenburg, welche im Ligaformat ausgespielt wurde. Bei den beiden Aufstiegsrunden konnte man sich nie durchsetzen. Nach dem Zweiten Weltkrieg wurde der Verein 1. FC Guben, wie alle anderen Vereine auch, aufgelöst.

## Nachfolge
Nach der Auflösung wurde der Verein in der Sowjetischen Besatzungszone als SG Guben-Mitte neu gegründet. In der Folgezeit standen dem Verein mehrere Umbenennungen bevor. Anfang der 1950er Jahre in KWU Guben sowie Fortschritt Guben umbenannt, erfolgte ab 1961 eine Namensänderung in BSG Chemie Wilhelm-Pieck-Stadt Guben. Auf sportlicher Ebene schafften die Lausitzer gegen die TSG Gröditz in der Aufstiegsrunde 1985/86 den Aufstieg in die DDR-Liga. Die zweithöchste Spielklasse der DDR musste Chemie Guben als abgeschlagener Tabellenletzter nach nur einer Saison wieder verlassen.
1989 gelang Guben eine erfolgreichere Rückkehr in die DDR-Liga. In der ersten Saison konnte ein gesicherter Mittelfeldplatz erkämpft werden. In der Folgesaison wurde hinter dem 1. FC Union Berlin der zweite Platz erreicht, und nur knapp der Aufstieg verpasst. Der nach der Wende in SV Chemie Guben 1990 umbenannte Verein verschwand danach recht schnell in der Versenkung und spielte seitdem auf Landesebene. Im Jahr 2003 fusionierte die Fußballabteilung von Chemie Guben mit dem ESV Lok Guben und gründete den 1. FC Guben neu. Derzeitige Spielklasse ist die siebtklassige Landesliga Brandenburg Süd.

## Statistik
- Teilnahme Gauliga Berlin-Brandenburg: 1934/35